# Micubiši A7M
Micubiši A7M Reppú (japonsky: 烈風, Hurikán; spojenecké kódové jméno: Sam) japonského císařského námořního letectva byl přímým následovníkem japonské stíhačky Micubiši A6M „Zero“.

## Vznik
Společnost Micubiši dostala v dubnu 1942 příkaz k zahájení konstrukce stroje M-50 Reppu, který měl vyhovovat specifikacím 17-Ši, které požadovaly, aby stroj měl maximální rychlost 639 km/h ve výšce 6000 m, vytrvalost 2,5 h při 463 km/h a celkovou maximální rychlost 834 km/h. Vyzbrojen měl být dvěma 20mm kanóny a 13,2mm kulomety. Šéfkonstruktér Džiró Horikoši tedy požadoval použití nově vyvíjených dvouhvězdicových osmnáctiválců Micubiši MK9A nebo MK9B. Vzhledem k tomu, že tyto motory nebyly zatím dostupné, v září 1942 námořnictvo nařídilo použít slabší motory Nakajima  NK9K Homare.
První prototyp letounu s označením A7M1 vzlétl 6. května 1944 a ukázalo se, že se jedná o moderní stroj. Při zkouškách bojovými piloty byla oceněna jeho stabilita, dobrá ovladatelnost a obratnost. Díky možnosti diferencovaného použití vzletových klapek se vyrovnal A6M. Avšak vzhledem k tomu, že nebyl k dispozici silnější motor, letoun nedosahoval předpokládané rychlosti a stoupavosti, v 6000 m měl motor výkon pouze 1300 k a dosahoval rychlosti jen 575 km/h. Čas výstupu do 6000 m byl 10 až 11 min. Proto 30. července 1944 námořnictvo stavbu dalších pěti prototypů, s pořadovými čísly tři až šest, zastavilo.

## Popis konstrukce
Stíhačka A7M měla samosvorné obaly palivových nádrží, pancéřový plát za sedadlem pilota či pancéřové čelní sklo. Jednalo se celokovovou konstrukci s plátnem pokrývajícím jen ovládací plochy. Křídla byla mírně lomená do W a na koncích se dala sklopit nahoru. Vrtule byla čtyřlistá.
Výzbroj tvořily dva 20mm kanóny typu 99 verze 2 po 200 nábojích a dva kulomety 13,2mm kulomety typu 3 po 400 nábojích, které byly umístěny v křídlech.

## Vývoj
Nové motory MK9A se podařilo vyprodukovat až v druhé polovině roku 1944, ovšem kvůli jejich větší velikosti musel být přepracován drak šestého prototypu. Vznikla tak nová verze, která dostala označení  A7M2. 13. října 1944 proběhly úspěšné zkoušky a tak započala stavba 6 dalších prototypů a příprava sériové výroby. Sériově vyráběný A7M2 Reppu typ 22 měl mít výzbroj stejnou jako A7M1, nebo měl být vyzbrojen čtyřmi 20mm kanóny a  dvěma 250 kg pumami umístěnými pod křídly. Ve výšce 6000 m měl dosahovat 628 km/h.
Kvůli silnému zemětřesení v prosinci 1944 v prefektuře Nagoja a náletům amerických bombardérů B-29, které narušilo výrobu MK9A v závodě Daiko, však k masivní výrobě nedošlo a zůstalo tak u několika málo prototypů a jediného dokončeného sériového exempláře. Druhý prototyp byl zničen při přistání, první, třetí a pátý při náletech. Zbylé tři stroje přežili v letuschopném stavu do konce války.
Od února 1944 se připravovala verze A7M3-J typ 34 se čtyřmi 30mm kanóny umístěnými v silnějších křídlech a dvěma šikmými v upraveném trupu. Stroj měl být poháněn turbokompresorovým motorem MK9A. Maketa stroje byla dokončena v únoru a v říjnu měl být hotov i prototyp. Ve výrobě byl i stroj A7M3 typ 23 poháněný motorem MK9C s třístupňovým mechanickým kompresorem o výkonu 2250 k a vyzbrojen 6 kanóny typu 99 model 2. Tento prototyp měl být dokončen v prosinci 1945. Další verzí měl být letoun A8M Rifiku s drakem A7M3-J a motorem Nakadžima Ha-41 nebo Ha-44 vyráběný ve spolupráci továren Micubiši a Nakadžima. Zůstalo však jen u projektu.

## Specifikace (A7M2)

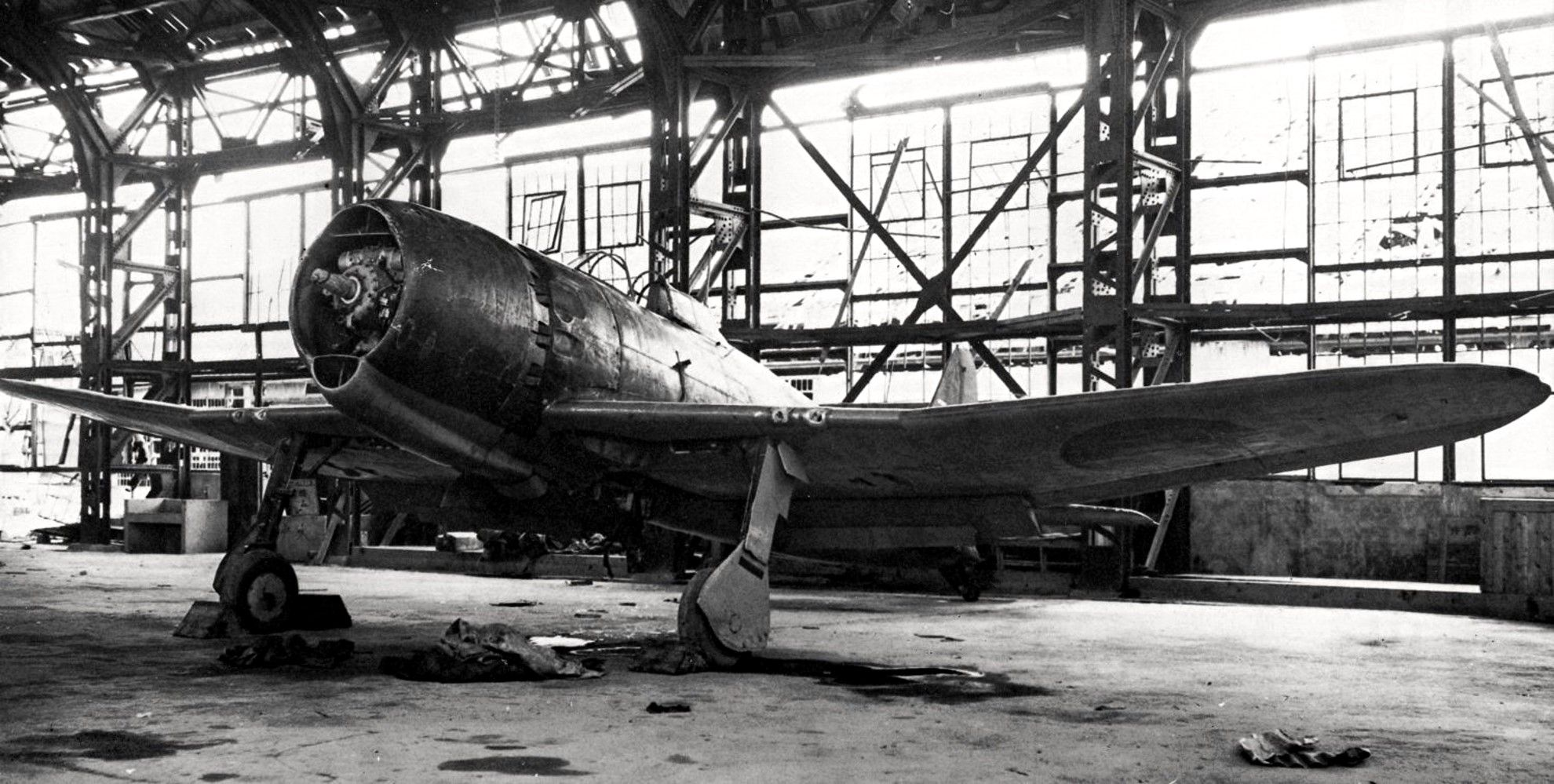
Micubiši A7M2

Údaje dle

### Technické údaje
- Osádka: 1
- Délka: 11 m
- Rozpětí: 14 m
- Výška: 4,28 m
- Nosná plocha: 30,86 m²
- Prázdná hmotnost: 3 226 kg
- Vzletová hmotnost: 4 720 kg
- Pohonná jednotka: 1 × vzduchem chlazený osmnáctiválcový dvouhvězdicový motor Micubiši MK9A pohánějící čtyřlistou stavitelnou vrtuli
- Výkon pohonné jednotky: 1 640,5 kW (2 200 hp) (vzletový)

### Výkony
- Maximální rychlost: 627,8 km/hod (ve výšce 6 600 m)
- Cestovní rychlost: 416,7 km/h (v 4 000 m)
- Výstup do 6 000 m: 6 min 7 sekund
- Praktický dostup: 10 900 m
- Vytrvalost: 2,5 hod letu[p 1]

### Výzbroj
- 2 × 13,2mm kulomet typ 3 v křídlech
- 2 × 20mm kanón typ 99 model 2 v křídlech
nebo
- 4 × 20mm kanón typ 99 model 2 v křídlech
- 2 × 250kg puma